# Metacyrba venusta
Metacyrba venusta là một loài nhện trong họ Salticidae.
Loài này thuộc chi Metacyrba. Metacyrba venusta được Arthur Merton Chickering miêu tả năm 1946.